# Guds barnbarn
Guds barnbarn är en beteckning på barn till troende kristna föräldrar, särskilt frikyrkliga; i begreppet ligger ofta att uppväxten satt psykologiska spår och lett till ett avståndstagande från samfundet.
Beteckningen har bildats till det nytestamentliga uttrycket ”Guds barn”, till exempel Johannesevangeliet 1:12: ”allom them som honom [Jesus] anammade, gaf han macht at blifwa Gudz barn”. Svenska författare som använt uttrycket i titlar på böcker i ämnet är Gabrielle Ringertz (Guds barnbarn, 1936), Sam Lidman (Guds barnbarn, 1957) och Hans Block (Guds barnbarns träldom, 1995). Som upphovsman till uttrycket uppges Georg Lundström (pseudonymen Jörgen). Enligt tidiga belägg skall general Sven Lagerberg (”Sven i Helvete”) ha yttrat om en kristen officers misskötsamme son att ”för Guds barn kan det nog gå bra, men för Guds barnbarn går det åt helvete”.